# Namri Songtsen
Namri Songtsen , Wylie : Gnam-ri Slon-mtshan, (overleden 619) wordt in de traditionele lijst van de koningen van Tibet als de tweeëndertigste benoemd.
De periode van Namri Sontsen is na die van zijn vader Takri Nyenzig het tweede koningschap in de Tibetaanse geschiedenis waarover betrouwbare historische informatie beschikbaar is.

## Uitbreiding van het koninkrijk Yarlung
Takri Nyenzig had een machtspositie opgebouwd met zijn koninkrijk in de Yarlung-vallei, maar was om het leven gekomen als gevolg van de strijd tegen een concurrerend koninkrijk , die een gebied beheerste ten noorden van de vallei. Die strijd werd voortgezet door Namri Songtsen. De rivaal, de koning van Zinpoje, werd verslagen en zijn gebied werd toegevoegd aan het koninkrijk Yarlung. Door een politiek van sluiten van bondgenootschappen en veroveringen wist hij daarna het koninkrijk uit te breiden met het gebied van de Sumpa. Dat is globaal het gebied van het westelijk deel van Kham en Amdo. Veroveringen in het westen bracht het noordelijk deel van Tsang tot aan de grens met het koninkrijk Zhangzhung.
De periode van Namri Songtsen bracht ook nieuwe culturele verbindingen met het oosten, waarbij Chinese medische kennis in Tibet werd geïntroduceerd. De annalen van de Sui-dynastie maken melding van de ontvangst in 608 van een Tibetaanse delegatie aan het Chinese hof.

## Relatie met de clanleiders
Het verhaal over Namri Songtsen in de Oude Tibetaanse kroniek maakt echter ook veel duidelijk over de relatie tussen de koning en clanleiders. De koning was zeker geen absolute vorst, maar regeerde als een  primus inter pares , die slechts zeker kon zijn van zijn positie zolang de clanleiders hem wensten te ondersteunen.
De verovering van het noordelijk deel van Tsang maakt dat duidelijk. Deze verovering was feitelijk uitgevoerd door een Zu-tse, oorspronkelijk een vazal van de koning van Zhangzhung. Zu-tse was zeer ontevreden met zijn positie in Zhangzhung, beloot dat koninkrijk te verlaten en veroverde het deel van Tsang. Hij doneerde het gebied met zijn 20.000 huishoudens als een gift aan Namri Songtsen, die het daarna gelijk aan Zu-tse terug gaf als door hem zelf te besturen en te beheren gebied. Veel van de veroveringen waren alleen mogelijk als clanbelangen en koninklijke belangen samenvielen.
Allianties door huwelijken speelden daarbij een enorme rol. Al voor de periode van het Tibetaanse rijk bestond er een gebruik, waarbij een aantal van de belangrijkste clans steeds in een rotatiesysteem een vrouw konden leveren aan de koning die bestemd was een troonopvolger te baren. In de Oude Tibetaanse kroniek worden vanaf de periode van  Totori Nyantsen ( r.begin vijfde eeuw ) de vrouwen vermeld, die de troonopvolger baarden met de naam van de clan waar zij uit afkomstig waren.  Die clans verwierven dan een zekere anciënniteit boven andere, omdat ze de schoonvader van de koning werden en een grootvader van de beoogde opvolger.
De in het Tibetaanse rijk vaak gebruikte titel  Zhanglön  voor de hoogste adellijke rangen, betekent dan ook  minister die zowel schoonvader als grootvader van de zijde van de moeder is .
Dit soort banden tussen de koning en de clans maakten het systeem van de Tibetaanse monarchie dus gevoelig voor spanningen en het werd instabiel op de momenten dat clanleiders besloten dat hun belangen niet meer gediend werden door hun verbindingen met de monarchie.
Na 610 was dit het geval en clanleiders die nieuw veroverd gebied bestuurden kwamen in opstand tegen Namri Songtsen. Hij werd in 619 door het toedienen van gif vermoord. 
Zijn zoon Songtsen Gampo ( 605-650) zou echter de opstand neerslaan en het rijk nog aanzienlijk weten uit te breiden. 